# Bombaye
 (juin 2020).
Si vous disposez d'ouvrages ou d'articles de référence ou si vous connaissez des sites web de qualité traitant du thème abordé ici, merci de compléter l'article en donnant les références utiles à sa vérifiabilité et en les liant à la section « Notes et références ».
Bombaye (en wallon Boûbåye, en néerlandais Bolbeek) est une section de la commune belge de Dalhem située en Région wallonne dans la province de Liège. Le village se situe dans l'ouest du Pays de Herve, à une altitude d'environ 125 mètres. Le paysage est caractérisé par des prairies et des vergers.
C'était une commune à part entière avant la fusion des communes de 1977.

## Toponymie

### Description
Le village est composé de plusieurs hameaux : La Tombe, les Trixhes et Mons (rattaché à Visé depuis la fusion des communes en 1977). Dans le village de Mons existe une chapelle dédiée à saint Paul. Cette chapelle rebâtie au XVIIe siècle a été restaurée, à savoir : la toiture, les châssis comme l'intérieur. Deux temps de prière y sont animés (Communauté de Taizé et communauté de Tibériade).
Le village de Bombaye est connu pour son marché biologique annuel, qui a lieu le 3e dimanche de septembre depuis 1985. Producteurs locaux et artisans y sont présents. À cette occasion, fruits, légumes et produits locaux sont mis en valeur. Des animations et des conférences sont également proposées durant cette journée afin de promouvoir l'alimentation biologique et la production locale.

### Nature et paysage
Bombaye est situé dans le Pays de Herve à une altitude d'environ 125 mètres. À l'ouest, on trouve la vallée de la Berwinne.

## Démographie

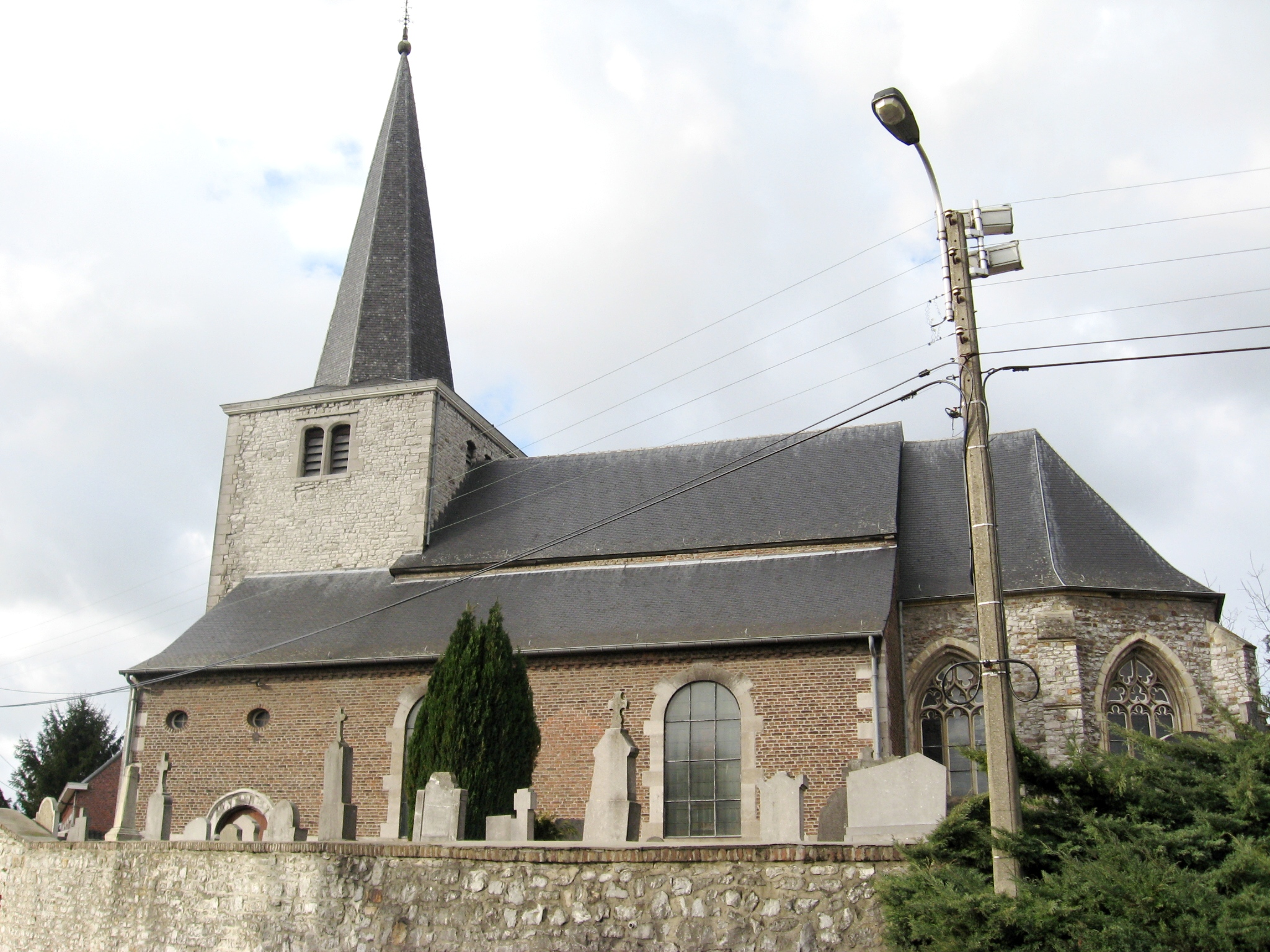
L'église Saint-Jean-Baptiste.

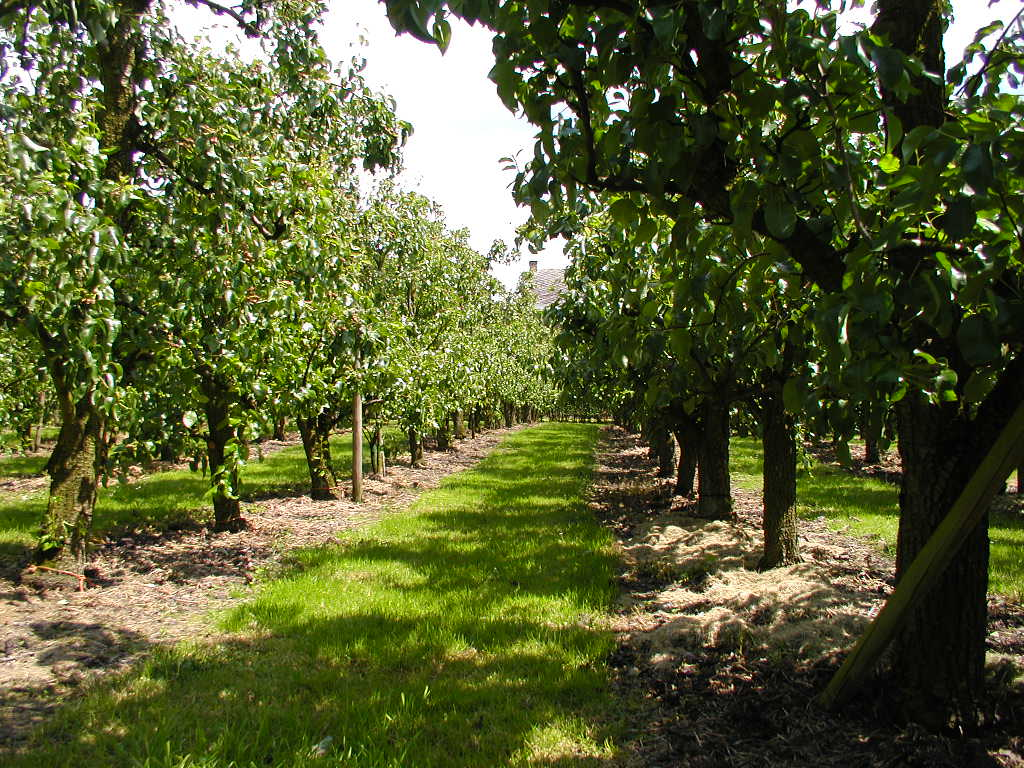
Un verger de Bombaye.

- Sources : INS, Rem. : 1831 jusqu'en 1970 = recensements, 1976 = nombre d'habitants au 31 décembre.

### Langues parlées
À l'origine, les habitants de Bombaye parlaient l'un des dialectes néerlandais locaux d'Outremeuse, qui, en raison de l'appartenance à la République, a subi l'influence hollandaise. Cependant, à partir du XVIIIe siècle, Bombaye a connu une francisation progressive. Au XIXe siècle, le village était entièrement francophone.

## Histoire

### Féodalité
Le village est mentionné dans des sources médiévales sous les noms de Bubais (1108) et Bulsbeke (1147). Bombaye était une seigneurie à basse juridiction. Elle appartenait à l'origine au chapitre de la cathédrale d'Aix-la-Chapelle, mais faisait partie du Pays de Dalhem, l'un des Pays d'Outremeuse. La juridiction était en quelque sorte partagée entre le chapitre et le duc de Brabant. Le duc de Brabant avait obtenu ces droits par l'intermédiaire des anciens comtes de Dalhem. Le 26 décembre 1661, Bombaye passa aux États-Généraux des Provinces-Unies en vertu du traité de Partage entre la République et l'Espagne. Le traité prévoyait que la République recevrait une "partage" ou une partie de chacun des trois Pays d'Outremeuse. Ils obtinrent ainsi dans le Pays de Dalhem la capitale Dalhem, les villages de Bombaye, Feneur, Trembleur, Olne, Oost et Cadier. Le 8 novembre 1785, l'Autriche et les États-Généraux signèrent le traité de Fontainebleau, par lequel Bombaye fut notamment cédé par les États-Généraux à l'Autriche en échange de parties du Valkenburg autrichien.

### Situation en 1830
Lors de l'indépendance de la Belgique, le géographe Philippe Vandermaelen recense dans ce village 115 habitations rurales ; il y avait 555 habitants. L'inventaire comprend également des détails sur l'environnement naturel, les sols, la production agricole et le cheptel. Le réseau routier de l'époque est également décrit.

## Patrimoine et culture

### Patrimoine architectural
- L'église Saint-Jean-Baptiste
- La chapelle du Saint-Sacrement dans le hameau de La Tombe
- La maison Rue du Tilleul 17, datant de 1617
- La ferme seigneuriale au Rue de l'Eglise 1, une ferme fermée avec porche, construite en briques avec des encadrements en calcaire, XVIIe et XVIIIe siècles. Maison natale de Xavier de Reul (1830-1895), géologue et écrivain.

## Personnalités liées à Bombaye
- Xavier de Reul (1830-1895), géologue et écrivain.
- Paul Henry, né à Bombaye le 30 juillet 1936, ancien joueur professionnel de football à St-Trond en D1 belge.
- Helmut Graf, retraité à Bombaye, ancien joueur professionnel de football (international).